# سیارک ۴۲۵۹
سیارک ۴۲۵۹ (به انگلیسی: 4259 McCoy، نامگذاری:1988SB3) چهار هزار و دویست و پنجاه و نهمین سیارک کشف شده‌است که در ۱۶ سپتامبر ۱۹۸۸ کشف شد.
قدر مطلق سیارک برابر ۱۲٫۶۰ است.